# Neosiro exilis
Espèce
Synonymes
- Siro exilis Hoffman, 1963

Neosiro exilis est une espèce d'opilions cyphophthalmes de la famille des Sironidae.

## Distribution
Cette espèce est endémique des États-Unis. Elle se rencontre dans le Nord des Appalaches en Virginie, en Virginie-Occidentale et au Maryland,.

## Systématique et taxinomie
Cette espèce a été décrite sous le protonyme Siro exilis par Hoffman en 1963. Elle est placée dans le genre Neosiro par Karaman en 2022.

## Publication originale
- Hoffman, 1963 : « A new phalangid of the genus Siro from Eastern United States, and taxonomic notes on other American sironids (Arach., Opiliones). » Senckenbergiana biologica, vol. 44, p. 129–139.